# Golden Plains
Golden Plains är en kommun i Australien. Den ligger i delstaten Victoria, omkring 100 kilometer väster om delstatshuvudstaden Melbourne. Antalet invånare var 21 688 vid folkräkningen 2016.
Följande samhällen finns i Golden Plains:
- Meredith